# Thin small-outline package

Schema di un TSOP di tipo I con 32 pin

Un thin small-outline package (abbreviato TSOP), in elettronica, è un formato di contenitore (package) per circuiti integrati a montaggio superficiale.
Il contenitore ha un profilo molto basso (circa 1 mm) e una spaziatura dei piedini ridotta (fino a 0,5 mm).
È spesso utilizzato per circuiti integrati di RAM o memorie flash grazie all'elevato numero di pin e al volume ridotto. In alcune applicazioni, vengono ormai sostituiti dai package BGA (Ball Grid Array), che possono raggiungere densità ancora più elevate.

## Dimensioni

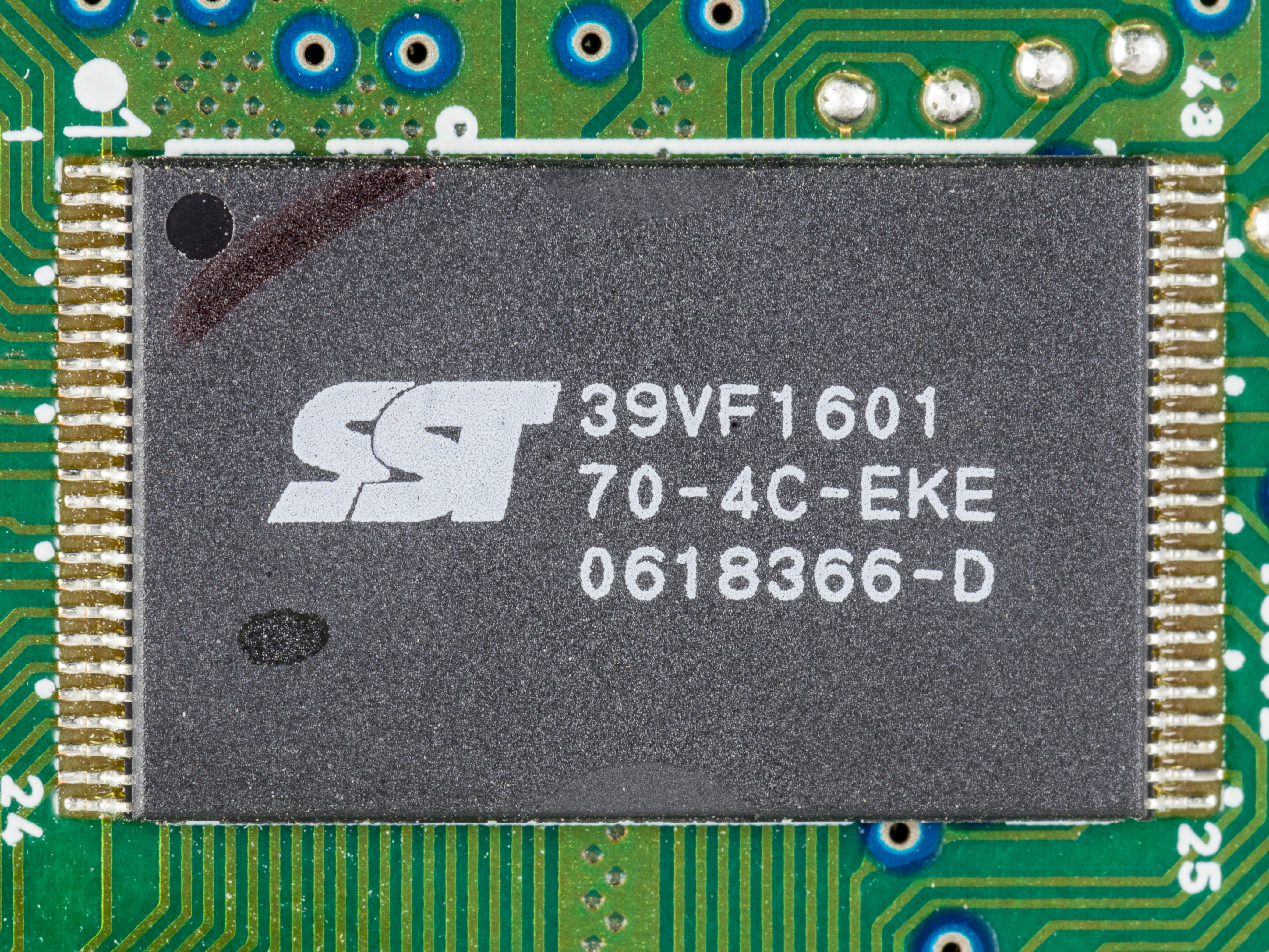
TSOP48 tipo I: Silicon Storage Technology 39F1601

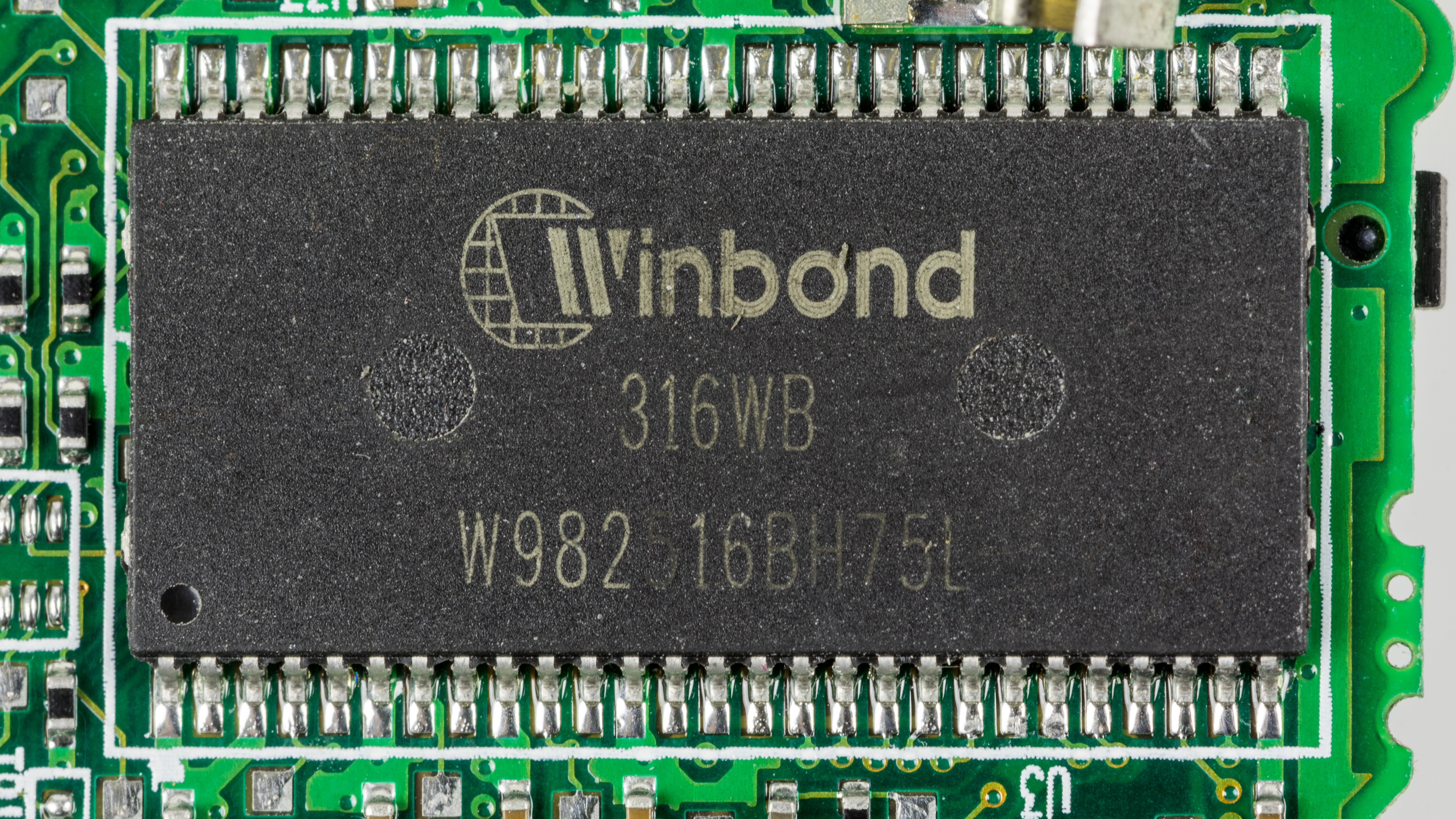
TSOP54 tipo 2 Winbond W982516BH75L

Il formato TSOP ha una forma rettangolare ed è disponibile in due varianti: Tipo I e Tipo II. I circuiti integrati di Tipo I hanno i pin sul lato corto, mentre quelli di Tipo II hanno i pin sul lato lungo. La tabella seguente mostra le misure di base per i package TSOP più comuni.

### Tipo I
| Codice    | Piedini | Larghezzza (mm) | Lunghezza (mm) | Spaziatura piedini (mm) |
| --------- | ------- | --------------- | -------------- | ----------------------- |
| TSOP28    | 28      | 8.1             | 11.8           | 0.55                    |
| TSOP28/32 | 28/32   | 8               | 18.4           | 0.5                     |
| TSOP40    | 40      | 10              | 18.4           | 0.5                     |
| TSOP48    | 48      | 12              | 18.4           | 0.5                     |
| TSOP56    | 56      | 14              | 18.4           | 0.5                     |

### Tipo II
| Codice         | Piedini  | Larghezzza (mm) | Lunghezza (mm) | Spaziatura piedini (mm) |
| -------------- | -------- | --------------- | -------------- | ----------------------- |
| TSOP6 (SOT457) | 6        | 1.5             | 2.9            | 0.95                    |
| TSOP20/24/26   | 20/24/26 | 7.6             | 17.14          | 1.27                    |
| TSOP24/28      | 24/28    | 10.16           | 18.41          | 1.27                    |
| TSOP32         | 32       | 10.16           | 20.95          | 1.27                    |
| TSOP40/44      | 40/44    | 10.16           | 18.42          | 0.8                     |
| TSOP50         | 50       | 10.16           | 20.95          | 0.8                     |
| TSOP54         | 54       | 10.16           | 22.22          | 0.8                     |
| TSOP66         | 66       | 10.16           | 22.22          | 0.65                    |

## Package simili
Sono disponibili diversi tipi di contenitori per circuiti integrati di piccole dimensioni, oltre ai TSOP.
- Small-outline integrated circuit (SOIC)
- Plastic small-outline package (PSOP)
- Shrink small-outline package (SSOP)
- Thin-shrink small outline package (TSSOP)